# Dacrydium leucoguttatum
Dacrydium leucoguttatum is een tweekleppigensoort uit de familie van de Mytilidae. De wetenschappelijke naam van de soort werd in 2004 voor het eerst geldig gepubliceerd door Jan van der Linden en Robert Moolenbeek.